# Castell de Penelles
El castell de Penelles era al capdamunt del carrer de Dalt, (anomenant carrer del Castell fins al segle xix), a la cruïlla amb el carrer de les Roques i el Raval del Carme.

## Història
La plana urgellesa a la qual pertany el lloc de Penelles, fou conquerida pel comte Ermengol IV d'Urgell vers el 1078. L'any següent el comte consignà la meitat de les primícies de Penelles al monestir de Gualter. El castell nasqué en un extrem del terme de Butsènit com a quadra fronterera. Segons la carta de donació del 6 de març de l'any 1084 el comte d'Urgell, Ermengol IV, havia encarregat la tasca de conquesta i repoblació de Penelles a Ramon Gombau de Ribelles i la seva muller Sicarda de Castellbò que l'incorporaren al terme del castell de Butsènit i cediren Penelles als habitants de Butsènit sota diverses condicions. Els mateixos esposos infeudaren el 1088 a Artau Mir i la seva muller Adalèsia el castell de Butsènit amb Penelles i Barbens. Artau Mir fou possiblement l'iniciador del llinatge anomenat Butsènit. El 1166 Guillem Artau de Butsènit i el seu germà Bertran arribaren a una convinença i entre altres acords es partiren per la meitat els seus drets sobre els dos castells, Bursènit i Penelles. El 1173, Bertran de Butsènit lliura a la seva filla Sança tots els drets que al castell de Butsènit, al de Penelles i l'alou de la quadra de Finestres.
Amb l'aprovació del comte d'Urgell, el 1186, Guillem de Meià, que devia tenir l'alt domini del castell, feu donació de la vila i terme de Penelles a l'Orde del Temple. Suprimit aquest pel papa Climent VI, els seus béns i jurisdiccions passarien el 1317 a l'Orde de l'Hospital;Penelles restà dins la comanda de Barbens que conservà la jurisdicció alta i baixa sobre el poble i habitants de Penelles fins a la seva abolició a mitjans del segle xix. Al segle xii, una part del domini del castell era en mans dels Anglesol. Berenguer Arnau d'Anglesola, en el seu testament de 1282, facultà els seus marmessors per a vendre el castell de Penelles.
Diversos documents dels segles XVI al xviii donen testimoni del deteriorament i la ruïna del castell de Penelles, a conseqüència de la guerra civil de 1462-1472 i posteriors estralls dels mercenaris reials els anys 1476 i 1478. Parlen d'«un pati en lo qual algun temps y havia castell» o diuen que «lo castell està rònech e sens ninguna paret»

## Arquitectura
Per la documentació dels segles XVI al xviii se sap que el castell era al capdamunt del carrer de Dalt, (anomenant carrer del Castell fins al segle xix), a la cruïlla amb el carrer de les Roques i el Raval del Carme. L'any 1766 es van prendre les mides que ocupava el castell:«50 palms en llarch de orient a ponent y 28 en ample de migdia a tremontana». Possiblement es tractava d'una torre rectangular. A Penelles es conserva encara un portal tardà de l'antiga vila closa.